# Jake Sullivan
Jacob Jeremiah Sullivan (* 28. listopadu 1976, Burlington, Vermont, USA) je americký právník a státní úředník. Byl seniorním zahraničně-politickým poradcem Hillary Clintonové v její prezidentské kampani v roce 2016 a zástupcem personálního šéfa ministerstva zahraničí. Přednáší zahraniční politiku na Dartmouth College. Byl také seniorním poradcem americké vlády při vyjednávání nukleární dohody s Íránem a vizitujícím profesorem na právnické fakultě Yaleovy univerzity.
Před svým angažmá na Yaleově univerzitě byl poradcem pro otázky národní bezpečnosti viceprezidenta Joe Bidena. Byl také ředitelem politického plánování na ministerstvu zahraničí a zástupcem personálního šéfa ministryně zahraničí Hillary Clintonové. Byl také zástupcem ředitele pro politiku v prezidentské kampani Hillary Clintonové v roce 2008 a členem přípravného týmu prezidentské kampaně Baracka Obamy.
Dne 23. listopadu 2020 oznámil nově zvolený prezident Joe Biden, že nominoval Sullivana na pozici poradce pro otázky národní bezpečnosti ve své budoucí vládě.